# ONR-Falanga
El Campo Nacional Radical-Falanga (en polaco: Obóz Narodowo Radykalny-Falanga, ONR-Falanga) fue un movimiento fascista, ultranacionalista y católico polaco, convertido en un partido político que existió desde 1931 hasta 1939. Era un movimiento minoritario, propio de la década de 1930, surgido de la división del Campo Nacional Radical (en polaco: Obóz Narodowo Radykalny, ONR) en 1934. Se opuso a la Alemania nazi durante la invasión alemana de Polonia de 1939. El nombre de «Falanga» lo tomó de la Falange Española, por eso también se le denomina en ocasiones en español «Falange polaca».

## Formación e ideología
El ONR-Falanga surgió en la primavera de 1935, tras la ruptura de los miembros del Campo Nacional Radical detenidos en el campo de detención de Bereza Kartuska. Adoptando el nombre de Campo Radical Nacional (Obóz Narodowo-Radykalny), pronto sería más conocido como la Falanga, nombre que después se daría también a su periódico (su grupo rival también obtendría su nombre de la misma forma, siendo conocidos como Campo Nacional Radical-ABC).
La Falanga, liderada por Bolesław Piasecki, promovía un «totalitarismo católico» inspirado en el falangismo español. Pero a pesar de que se había derivado del falangismo, se creía más abocado a un integrismo católico que el grupo español; de hecho, su pronunciamiento de que «Dios es la más alta forma del hombre» recordaba al fanatismo religioso del fascista rumano Corneliu Zelea Codreanu. Este grupo es considerado como un movimiento de corte fascista. Duros y controvertidos críticos del sistema capitalista, apoyaban la idea de retirar los derechos civiles de los judíos de Polonia, y se presentaban a sí mismos como la vanguardia opositora al caudillo polaco Józef Piłsudski.

## Desarrollo
Con extensas bases de formación y origen en el campus universitario, sin embargo, la Falange tenía pocos integrantes. Desde su inicio persiguió una política de antisemitismo activo y desde sus bases escolares intentó ataques contra los alumnos y hombres de negocios judíos. Así mismo, persiguieron y hostigaron a los activistas de izquierda dentro de sus actividades violentas.
Pronto los componentes y el grupo en sí fueron objeto del escrutinio del Gobierno polaco. De hecho, a diferencia de movimientos similares en otros países europeos que celebraron regularmente manifestaciones públicas, la ONR-Falanga celebró solo dos reuniones de este tipo, en 1934 y 1937, las cuales fueron rápidamente disueltas por la policía.
Por un corto tiempo, el movimiento estuvo aliado con el Campo de Unidad Nacional (en polaco: Obóz Zjednoczenia Narodowego, OZN) cuando el coronel Adam Koc, impresionado por la organización del movimiento de la ONR-Falanga, montó a Piasecki a cargo del grupo juvenil del OZN. Koc le dio la tarea de la creación de un estado unipartidista y apoyó al movimiento juvenil para ello, , a pesar de que dicho pronunciamiento perturbaría a muchos de los integrantes moderados progubernamentales. Como consecuencia de dicho planteamiento, Koc sería removido de la jefatura del OZN en 1938 y sería reemplazado por el general Stanisław Skwarczyński, quien rápidamente rompió los vínculos con la ONG-Falanga.

## Desaparición
Como movimiento nacionalista polaco, el ONR-Falanga se opuso a la  ocupación de Polonia tras la invasión de 1939, y por lo tanto fue rápidamente subsumido por el Konfederacja Narodu, un grupo dentro de la resistencia polaca que retuvo en su ideología ciertos planteamientos de extrema derecha.
Sin embargo, tras el establecimiento del gobierno prosoviético en 1945, se permitió a Piasecki  liderar el movimiento Asociación PAX (en polaco: Stowarzyszenie PAX), una organización que supuestamente era ultra católica, pero que en la realidad era una de las corrientes fachada de la NKVD que promovía un nuevo régimen comunista en una Polonia católica mientras que los alejaba del mando del Vaticano.